# Marché du 18 juillet
Le marché du 18 juillet (en espagnol : Mercado 18 de Julio de Salto) correspondait à d'anciennes halles, typiques de l'architecture coloniale espagnole, devenues un édifice historique national, et un centre d'art contemporain de la ville uruguayenne de Salto, capitale du département de Salto.

## Situation
Le marché du 18 juillet qui abrite, depuis sa réhabilitation, un centre culturel avec des expositions permanentes ou temporaires d'œuvres d'art diverses au côté duquel se trouvent des restaurants et cafés et quelques commerces, en  plein centre de Salto, est établi sur l'ancien site du Marché couvert construit initialement en 1868. Le choix de son emplacement répondait au besoin de créer de nouvelles halles à Salto, El Mercado nuevo, à l'est de la ville.
Situé au cœur historique du barrio Centro de Salto, il s'intercale entre la grande place centrale Artigas,  arborée et richement ornée, et la place Treinta-y-Tres, la plus ancienne place urbaine de la ville, et entre la rue Uruguay, au nord, et la rue Artigas, au sud, qui sont les deux grandes artères animées de Salto. 
Sa situation géographique centrale entre les deux grandes places historiques du centre de la ville, en fait un point d'attraction incontournable à Salto. La rénovation récente de son bâtiment et sa réhabilitation en centre à la fois commercial et culturel le font surnommer le « petit Montmartre » de Salto (en espagnol : pequeño Montmartre).

## Histoire
Le marché du 18 juillet fut construit en 1868 dans le style colonial espagnol par Esteban Queirolo à l'initiative d'un comité de quartier de la ville de Salto.
À l'époque de son inauguration en 1868, il fut appelé le « Nouveau marché » (en espagnol : Mercado nuevo) ou encore le « marché central » dans les décennies suivantes quand la plaza Artigas devint la place centrale de Salto. Le bâtiment garda cette fonction de halle marchande jusque dans la décennie des années 1990. Il fut par la suite racheté par la municipalité de Salto qui le convertit partiellement en centre socio-culturel tout en lui préservant une petite fonction commerciale.
Conçu dans le style colonial espagnol, le bâtiment central tranche par son architecture avec le reste de la ville dont les édifices publics ont été fortement influencés par le style italien ou français comme le Palais Córdoba - Intendance départementale de Salto, le Théâtre Larrañaga, le Musée Gallino des Beaux Arts ou encore l'Ateneo de Salto. 
L'édifice répond à une création originale de type basilique, avec une nef centrale, des structures latérales et une galerie périmétrique à portiques, il en résulte un système de mur portant et des arcades semi-circulaires qui reposent sur des piliers. La conception en croix de cet espace permet de faciliter son accès par quatre ruelles attenantes tandis que le corps central étagé qui domine l'ensemble permet l'éclairage cruciforme intérieur de la halle. Cette conception alliée à une architecture originale en plein cœur de la ville a permis de le classer Monument historique National. Le marché du 18 juillet fait partie des trente sites classés de la ville de Salto.

## Centre culturel
En 1992, à la suite du rachat par la ville, une partie du bâtiment a été reconvertie en Centre culturel dénommé « Rencontre des deux mondes » (en espagnol : Encuentro de dos mundos), nom donné à  une sculpture en fer réalisée par un artiste de Salto, tandis qu'une autre partie tient lieu de centre social occupée par une association plus que centenaire, l'Association Espagnole de Secours Mutuel de Salto (en espagnol : Asociación Española de Socorros Mutuos de Salto).
Le centre culturel est situé sur une des quatre ruelles qui partent chacune du bâtiment central, reproduisant une « miniature de la ville » à l'époque selon le concepteur de cet ensemble immobilier en 1868. La ruelle longeant le Centre de Rencontre des Deux Mondes se nomme Paseo España et fait face au musée Gallino des Beaux Arts. Une autre ruelle qui donne sur la Cathédrale, du côté est de la Plaza Artigas, se nomme le Passage de la Cathédrale. 

## Renouveau
Après deux décennies de quasi-abandon depuis le nouveau siècle où cette « relique » de la ville devint une véritable préoccupation pour ses habitants, puis une réhabilitation complète de ce bâtiment de très grande valeur patrimoniale et historique pour la ville de Salto, le nouveau centre, à la fois lieu de rencontres culturelles et commerciales, a été ouvert au public le 22 juillet 2022. Son but est aussi d'en faire un point d'attraction touristique au cœur de la ville.

## Galerie

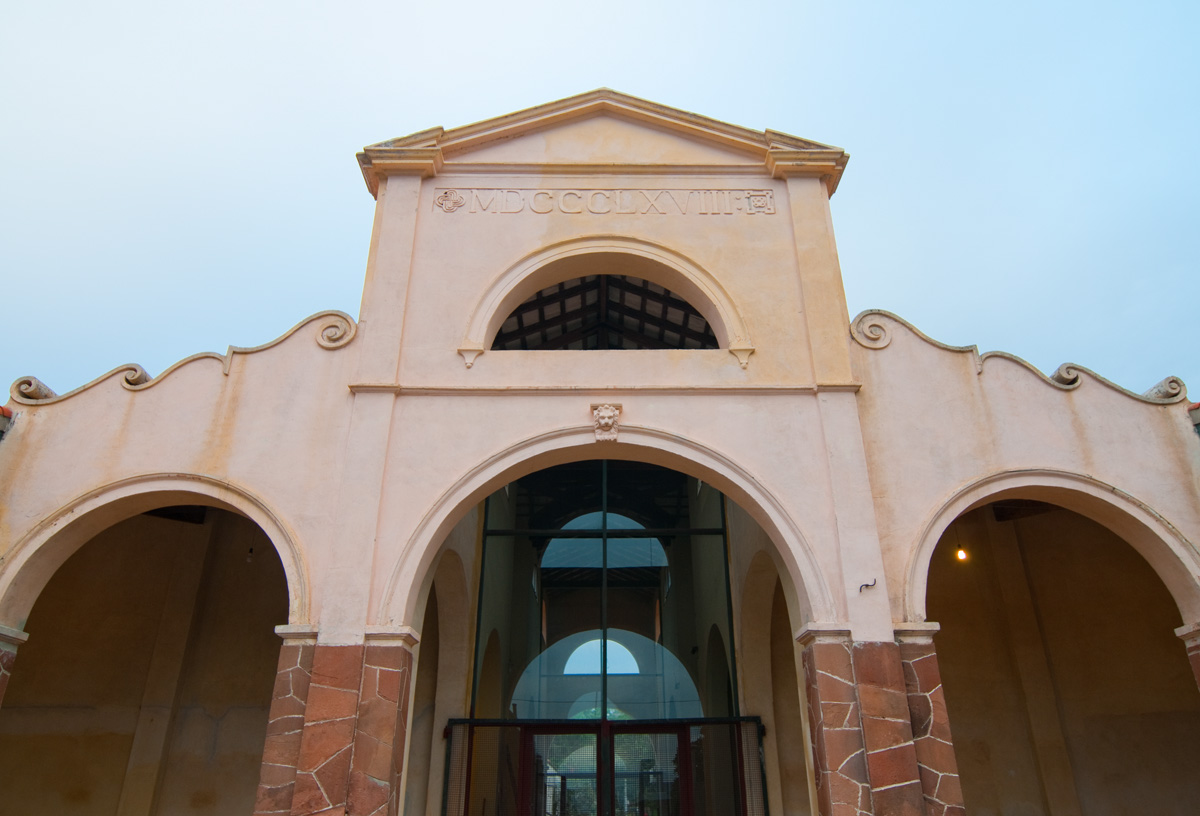
Entrée principale du marché du 18 juillet de Salto.
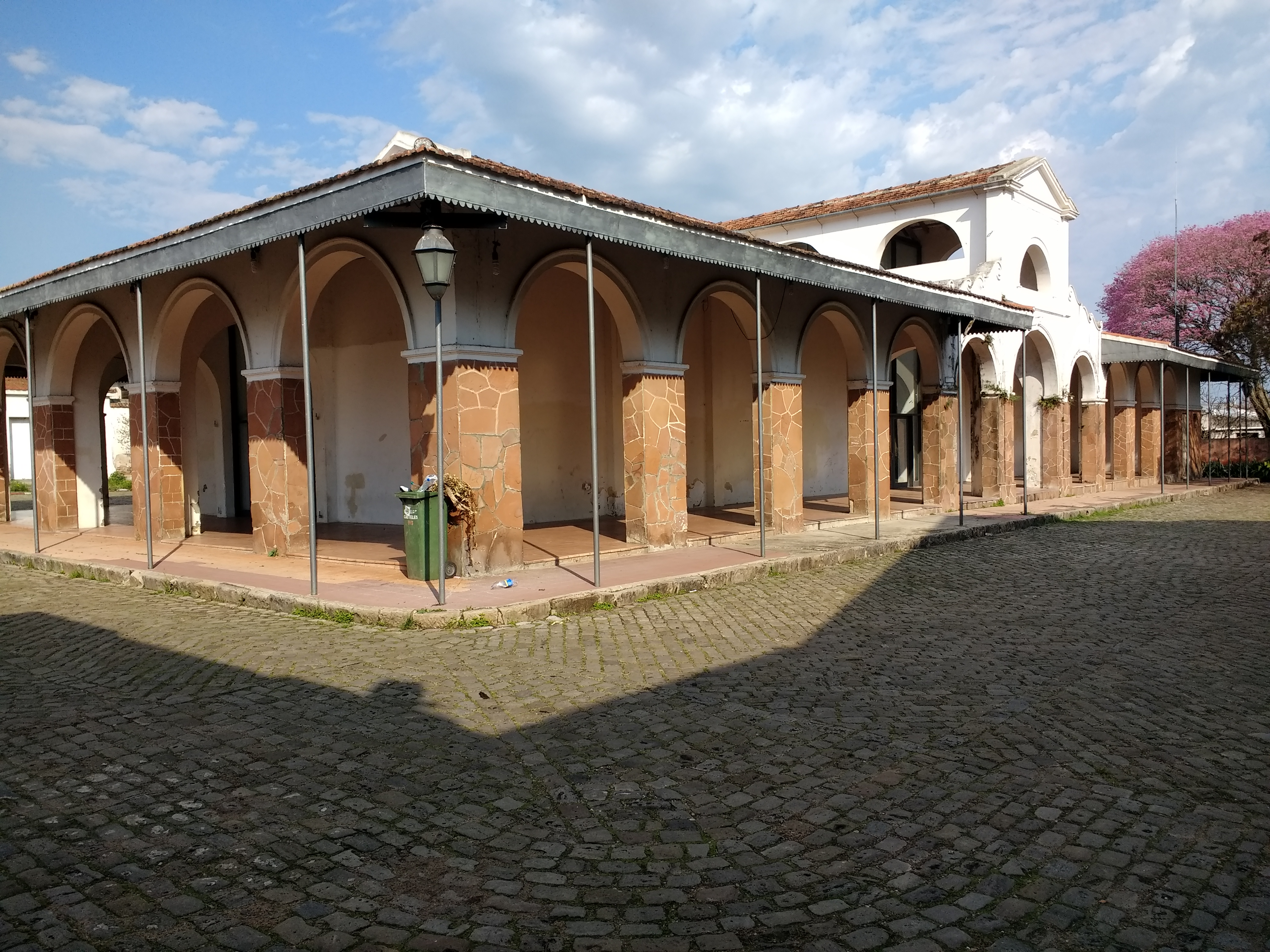
Vue générale du marché du 18 juillet de Salto.
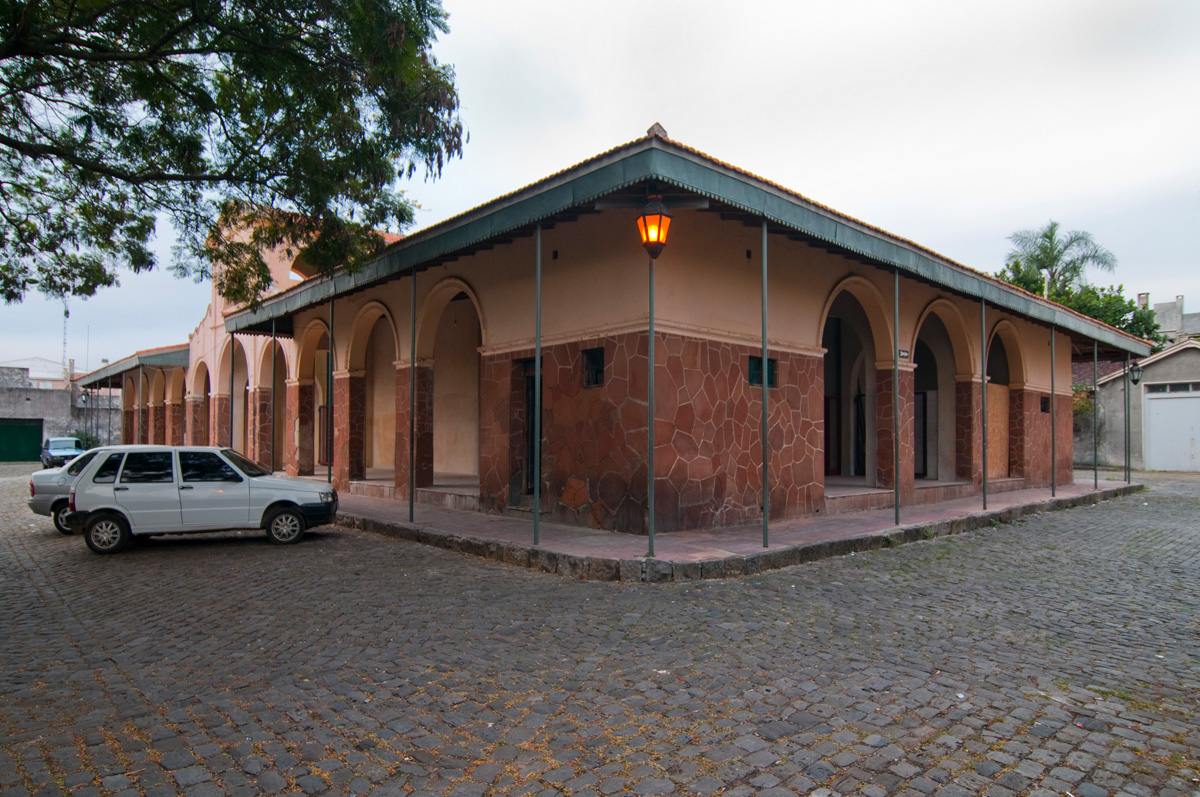
Vue d'angle du marché du 18 juillet.
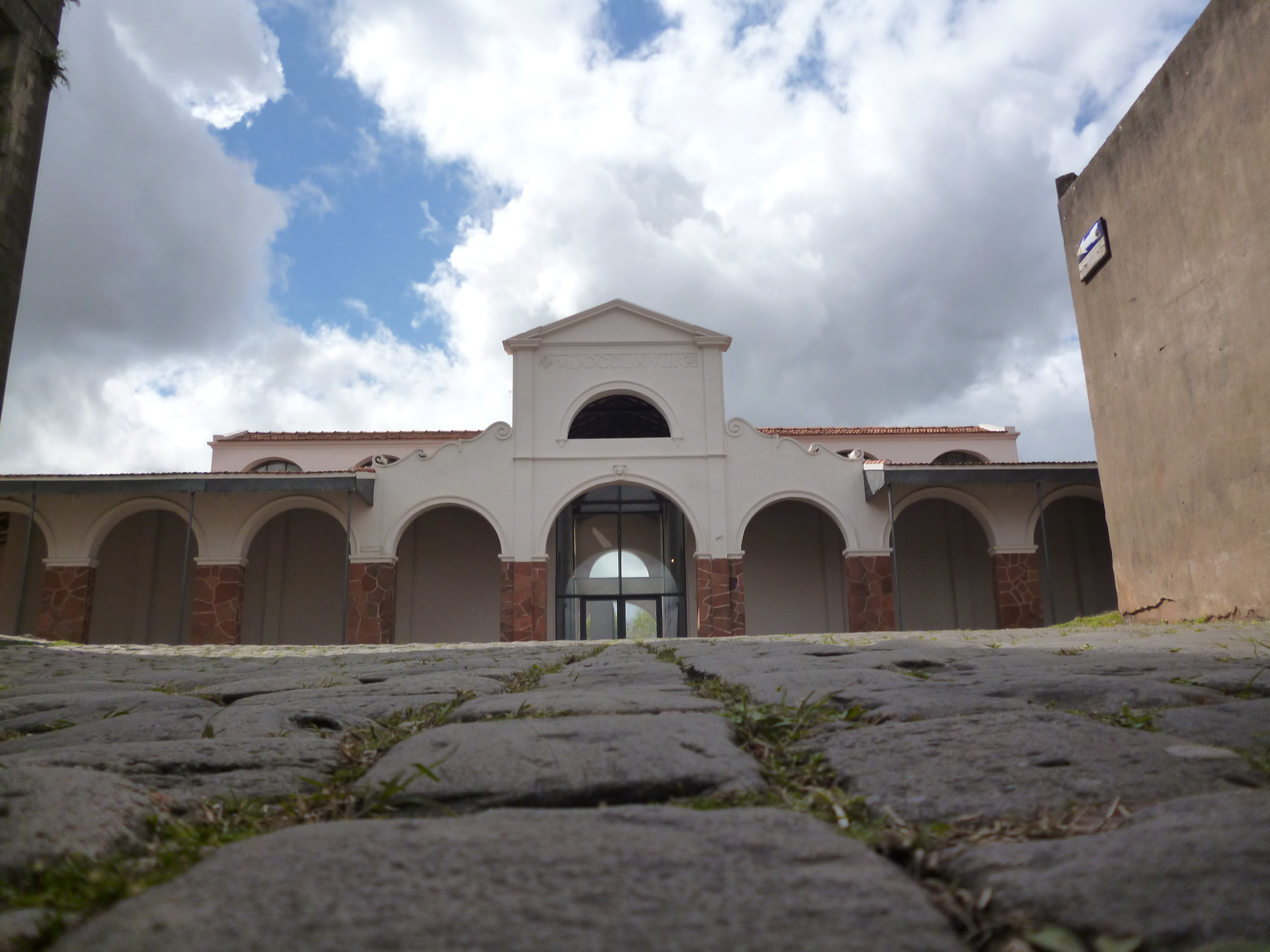
Ruelle pavée donnant accès au marché du 18 juillet.
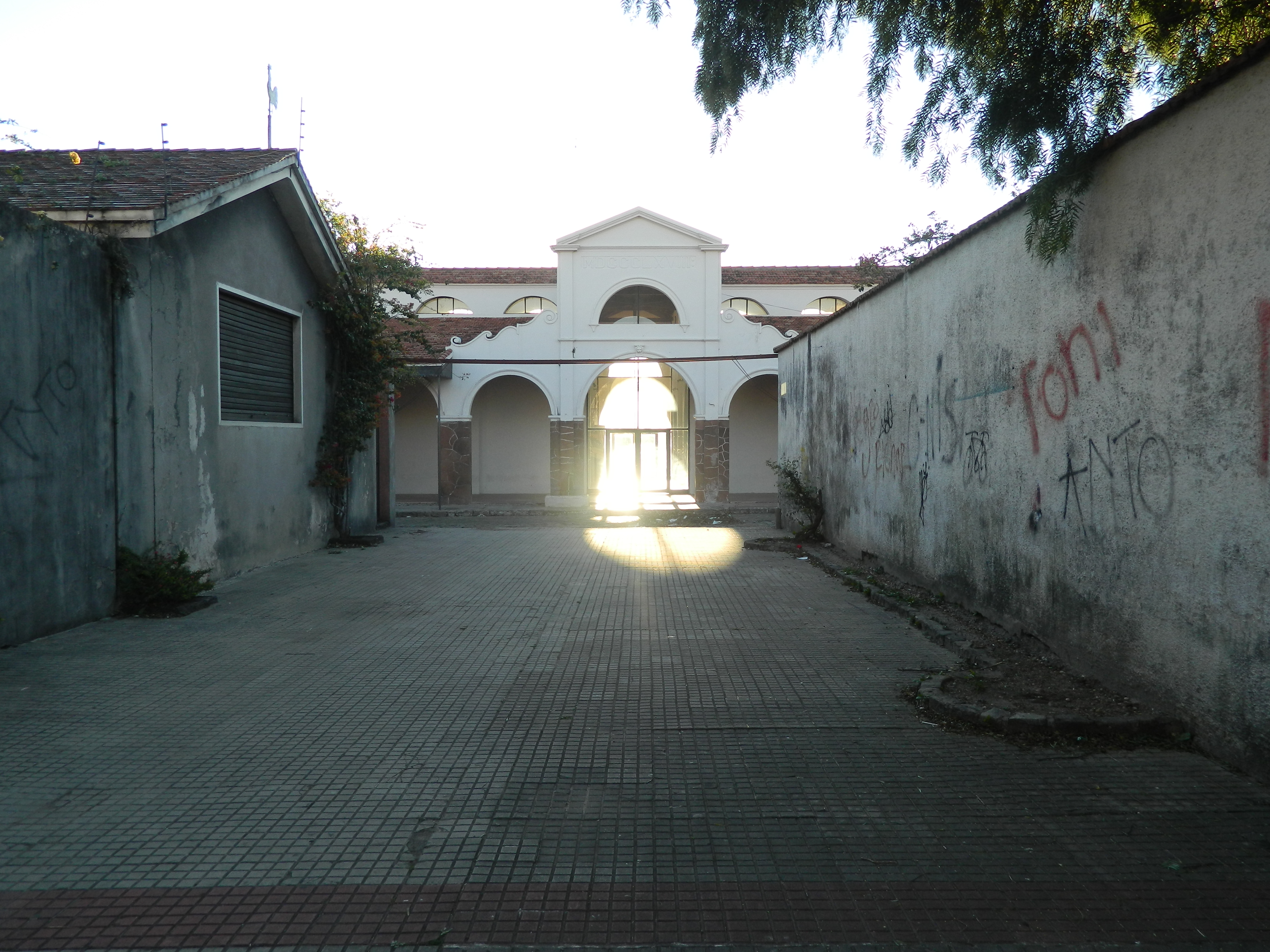
Ruelle depuis la Cathédrale avec au fond le marché du 18 juillet.